# Iyer
Iyer (även stavat  Ayyar, Aiyar, Ayer eller Aiyer) är en hinduisk, brahminsk etnoreligiös grupp eller kast i södra Indien, främst i Tamil Nadu. De tillhör den ortodoxa inriktningen Smarta inom hinduismen och talar tamil. Kastens medlemmar inom använder iyer som ett suffix till sina namn.
Antalet medlemmar är omkring 2 miljoner (2004).[källa behövs]